# Букенбаев, Малкеждар
Малкежда́р Букенба́ев (каз. Малғаждар Бөкенбаев; 1924—2002) — лейтенант Рабоче-крестьянской Красной Армии, участник Великой Отечественной войны, Герой Советского Союза (1945).

## Биография
Малкеждар Букенбаев родился 6 марта 1924 года в селе Соцжол (ныне — Джурунский район Актюбинской области Казахстана) в семье служащего. Получил неполное среднее образование, работал сначала сотрудником районной газеты, затем судебным исполнителем районного народного суда. В июле 1942 года был призван на службу в Рабоче-крестьянскую Красную Армию. С июля 1943 года — на фронтах Великой Отечественной войны, четырежды был ранен. В 1944 году окончил курсы младших лейтенантов. Под Полтавой взял в плен семерых «языков», за что был награждён орденом Красной Звезды. К июлю 1944 года лейтенант Малкеждар Букенбаев командовал стрелковым взводом 1081-го стрелкового полка 312-й стрелковой дивизии 69-й армии 1-го Белорусского фронта. Отличился во время форсирования Западного Буга.
20 июля 1944 года Букенбаев вместе со своим взводом первым переправился через западный Буг. В бою взвод захватил выгодную позицию в районе населённого пункта Дорохуск в 22 километрах к востоку от польского города Хелм и закрепился на ней, отражая немецкие контратаки. В рукопашной схватке Букенбаев лично убил немецкого офицера и взял в плен 5 солдат. В бою был тяжело ранен, но поля боя не покинул, продолжая руководить действиями взвода до подхода основных подразделений полка.
Указом Президиума Верховного Совета СССР от 27 февраля 1945 года за «образцовое выполнение боевых заданий командования на фронте борьбы с немецкими захватчиками и проявленные при этом мужество и героизм» лейтенант Малкеждар Букенбаев был удостоен высокого звания Героя Советского Союза с вручением ордена Ленина и медали «Золотая Звезда» за номером 7232.
В декабре 1945 года Букенбаев был уволен в запас. В 1947 году он вступил в ВКП(б). В 1949 году Букенбаев окончил партшколу при ЦК КП Казахской ССР, после чего находился на партийной и советской работе. С января 1962 года по март 1972 года М.Букенбаев служил в органах внутренних дел. В звании майора он ушёл в запас. Проживал в городе Актюбинске, умер 13 июня 2002 года.
Был также награждён орденами Отечественной войны 1-й степени, и «Знак Почёта», а также рядом медалей. Имя Малкеждара Букенбаева присвоено Актюбинскому юридическому институту МВД Республики Казахстан, школе-интернату, также именем героя названа улица в г. Актобе..